# 北天佑勝彦
北天佑 勝彦（ほくてんゆう かつひこ、1960年8月8日 - 2006年6月23日）は、北海道室蘭市出身で三保ヶ関部屋に所属した大相撲力士。本名は千葉 勝彦（ちば かつひこ）。最高位は東大関。後の年寄・二十山。現役時代の体格は身長183cm、体重149kg。得意手は突き、押し、右四つ、左褌、吊り、寄り、投げ。実弟も角界入りし、九重部屋で、富士昇の四股名で三段目まで昇進した。血液型はO型、趣味はゴルフ、水墨画。またその端整なマスクから女性ファンからの人気が高く、当時の角界としては珍しく女性からの黄色い声援が上がっていた。

## 生涯

### 入門時
四股名の由来は「北の天の下に生まれ人の右に出る」から取られている。均整の取れた柔軟な体格で、スカウト、命名した9代三保ヶ関（元大関・先代増位山）のみならず角界関係者から期待され、「末は大関、横綱」と期待された（「双葉山の再来」、「未来の双葉山」とも称された）。若手時代には関係者から「転がっているだけでも強くなれる」と評され、特に9代三保ヶ関は「北の湖と北天佑を東西の横綱に並べるのが夢」とまで言い切っていた。

### 入門〜大関昇進まで
室蘭市立本室蘭中学校卒業後の1976年3月場所、本名の千葉で初土俵。1978年1月場所、幕下昇進を機に北天佑勝彦と改名。幕下時代の1979年7月場所では三保ヶ関部屋の力士が流行性肝炎に多数感染し、北天佑もその一人で初日から休場するも8日目から出場している。1980年3月場所、東幕下2枚目の地位で7戦全勝の好成績を挙げて幕下優勝を果たし、翌5月場所に19歳で十両昇進。十両を3場所で通過して同年11月場所に20歳で新入幕。入幕3場所目の1981年3月場所では横綱・若乃花から初金星を獲得。翌5月場所では9勝6敗で初の三賞(敢闘賞)を受賞し、7月場所で新三役(小結)昇進。以後3場所連続で小結を保つも、同年末にはバラエティ番組の収録中に怪我をしたことによる休場のため一度は幕尻まで下がる。しかし徐々に番付を戻し1982年9月場所では若乃花、千代の富士の両横綱から金星を獲得し10勝5敗の成績で2度目の敢闘賞を受賞した。翌11月場所で小結に復帰。その場所では初日に千代の富士を破って8勝7敗と勝ち越し殊勲賞を受賞。さらに新関脇の1983年1月場所で11勝4敗。3月場所は12勝3敗の成績を挙げ、初の大関挑戦となった5月場所では初日から12連勝し14勝1敗で初優勝を果たした。特に優勝決定の一番は北天佑の「勇み足」ではないかと物言いが付き、北天佑の足が出るのと出羽の花の体が崩れるのが同時という判定が下った末に北天佑が取り直しの一番で左に変化して勝利を掴んだものであった。これにより当時の大関昇進目安を大幅に上回る37勝8敗となり、場所後の理事会で大関昇進が決まった。因みに優勝した場所は新大関に朝潮がいたが、新大関がいた場所で関脇以下の優勝が見られた事例は、戦後の15日制下では史上3例目。

### 大関時代・大関在位44場所
22歳9カ月での大関昇進は当時では大鵬・北の湖・玉乃島（後の横綱玉の海）・貴ノ花に次ぐ5番目の年少記録。入門時の期待通りの出世に横綱は間近とも言われ、前述の9代三保ヶ関の「北の湖と北天佑を東西の横綱に並べるのが夢」という言葉もすぐに実現できるものと期待されていた。ところが大関昇進後はこれまでの荒々しい豪快な相撲が影を潜め、目先の勝ち星のために相撲が消極的になってしまうなど相撲のペースを崩し、優勝や綱取りまではいかなくなってしまった。それでも1984年5月場所では、13日目に優勝争いをしていた横綱・隆の里を下し、兄弟子の北の湖の24回目の幕内最高優勝（北の湖最後の優勝）をアシストした。この際に北天佑は、控えに座っていた北の湖の方を振り返り、思わず土俵上で微笑み、北の湖もそれに笑顔で応えるという場面があった。1984年11月場所では当時破竹の勢いの小錦と対戦、これを四つ相撲の寄り切りで退けた。以後も豪快な左下手投げで裏返しにするなど小錦に6連勝している。この場所は12日目に全勝の千代の富士を下すもその後下位力士に3連敗し8勝7敗に終わるなど好不調の波が大きかった。この翌場所1985年1月場所では北の湖が引退、9代三保ヶ関（前年11月で角界を定年退職）の夢はかなわなかった。北天佑自身も尊敬する兄弟子の引退に涙を流した。同年7月場所では千代の富士、北尾、大乃国との優勝争いに競り勝ち、13勝2敗で2度目の優勝を果たす。翌9月場所は初の綱取りとなったが、初日から白星を重ねるも、引退したばかりの北の湖からは「横綱を狙う者の相撲ではない」と内容の悪さを酷評されてしまう。この場所の北天佑は後半に5連敗して9勝6敗に終わりあえなく綱取り失敗。場所後に9代三保ヶ関が死去、北天佑の横綱姿を見ること無くこの世を去った。翌11月場所では初日から10連勝するなど盛り返して12勝3敗の成績を挙げ、再び綱取りへの期待が高まるも翌年1986年1月場所では8勝7敗に終わりまたも綱取り失敗。以後は優勝や綱取りのチャンスは巡ってこなかった。
同年7月場所では糖尿病を患い6勝9敗と大関昇進後初の皆勤負け越し。また1987年3月場所8日目の小錦戦で左膝を負傷してしまい、取り直しの相撲では小錦が北天佑の怪我を庇いながら寄り切られる内容で敗戦、大関昇進後初の途中休場となった（公傷適用により2場所連続休場）。この場所以降怪我に悩まされるようになり、特にこの左膝の故障が致命的になった。翌年の1988年5月場所では左肩を負傷して7日目から途中休場。さらに1989年11月場所では右肘を負傷し、大関昇進後自身皆勤場所でワーストの5勝10敗に終わってしまう。豪快な取り口の反面、技が力任せだった事も災いし、怪我も多くなったこともあり、晩年はさらに相撲が小さくまとまってしまったところがあった。大関陥落はなかったものの、9勝や8勝が多く、それゆえに現役晩年は朝潮と共に「三役の主」「クンロク大関」と皮肉られることも多かった。ちなみに千秋楽に朝潮の勝ち越しや角番脱出がかかる一番では、北天佑の0勝3敗と一度も勝っていない。更に、自身が千秋楽に二桁勝ちをかける際にも割を当てられて敗れ、たびたび二桁勝ちを阻まれている。また相撲内容も淡白であった事から、八百長を噂されたこともあった。
それでも1988年11月場所から翌年9月場所にかけては平均勝ち星を二桁とし、1989年1月場所では横綱千代の富士から3年ぶりの勝ち星を挙げるなど10勝5敗と2場所連続で二桁勝利を挙げ、翌3月場所では初日から10連勝するなど12勝3敗の好成績で久々に終盤まで優勝を争う活躍を見せた。さらに同年7月場所千秋楽では千代の富士を下して、同部屋横綱による優勝決定戦（千代の富士vs北勝海）をもたらした。4度目の大関角番だった1990年1月場所での10勝5敗が最後の二桁勝ち星となり、4場所後の同年9月場所途中に引退を表明した。この時点では角番どころか負け越しもしていなかった状況であったが、場所前に左手の指を痛めており場所に入って悪化させてしまったのが致命的となった。引退会見では2連勝の後の4連敗で引退を決意したと語り、あと6場所で貴ノ花が持つ当時の大関在位記録1位の50場所に並ぶというところで土俵を去った。なお北天佑の大関在位44場所は、当時大相撲史上第2位の記録だった（現在は共に大関在位数1位タイ記録・65場所の千代大海と魁皇、47場所の琴欧洲に抜かれて史上第5位）。

### 現役引退後・45歳で病死
現役引退後は年寄「二十山」を襲名。一旦は三保ヶ関部屋付きの親方として後進の指導に当たったが、元々独立は認められており、1994年6月に内弟子6人を連れて二十山部屋を興した。その後はロシア出身の白露山を幕内力士に育てあげた。しかし、審判委員を務めていた2006年3月場所中に体の不調を訴えて緊急入院。当初病名は「多発性脳梗塞により入院加療2週間」と発表されたものの、精密検査の結果は同時に腎臓がんとその転移による悪性脳腫瘍を発病していた（入院時は癌・脳腫瘍の件は発表されなかった）。既にがんは末期であり、親しい知人には「1年もたないかもしれない」と死期を語り、遺言を作るなどして身辺を整理していたという。同年6月23日、腎臓がんのため東京大学医学部付属病院で死去。45歳没。番付発表直前の死であったため、7月場所の番付には二十山勝彦の名が掲載されたままであった。死の1年程前から、腎臓癌の症状である血尿が出ていたが、現役時代から稽古上がりによく血尿が出ていたために、「若い頃は毎日こうだったんだから心配無い」と病を疑わずにいたことが死後になり新聞等に掲載された。なお、二十山部屋所属の11人の弟子に継承者となるべき親方がいないため（師匠がいない力士は土俵に上がることができない）、病床で事後を託されたという兄弟子の北の湖部屋に移籍した。しかし、白露山は2008年9月に体内から大麻陽性反応が出るという不祥事を起こし解雇されている。

## エピソード

### 人物
有希奈の名前でファッションモデルとして活動していた次女曰く、非常に綺麗好きであり、掃除機やぞうきんの掛け方が悪いと有希奈にもやり直しを命じた。掃除に対する妥協の無さは二十山部屋力士に対しても同じであった。他方で、子供の運動会の時は当時既に部屋持ちとなっていた父と部屋の弟子たちがビデオ撮影を行ったり、玉入れや綱引きなどの競技への参加してくれたりしたという。
2017年11月の記事で有希奈は、自分が結婚することを仮想し「きっとプレッシャーでしかないでしょう」と「大関の娘」と結婚する相手の男性の立場に立ったコメントを残している。

### 現役時代
握力が左右ともに100kg近くあり、角界で3本の指に入る程の怪力で知られた。特にその腕力から繰り出される喉輪は対戦力士に恐れられた。上位力士に対して強く、当時の横綱・若乃花と千代の富士に対し、金星を多く挙げている。特に千代の富士に対しては、がっぷり四つからの吊り・寄りを武器に一時期は1984年1月場所から5連勝（ただし、不戦勝1を含む）しており、同年11月場所終了時点では10勝9敗と勝ち越していた。「北海の白熊」とも呼ばれた均整のとれた体とパワーは、当時の九重親方（元横綱・北の富士）をして「うちの幕下全員と北天佑を交換したいぐらい」と言わしめた程であり、左を取ると十分とされ、豪快な投げは左からのものが多く、当時最重量の小錦を投げ捨てる場面も多く見られた。1986年1月場所にて小錦を下手投げで下した際に大きな地響きとともに両国国技館が大きく揺れた。NHKの中継画面でも大きく上下に揺れた。北天佑の力強さを表すエピソードである。
2回目の優勝以降、怪我や病気で思うように勝ち星があげられない事は本人も悩んでおり、「10勝が大関の勝ち越しだと思う」と常々口にしていた（兄弟子の横綱北の湖が「横綱は12勝、大関は10勝がノルマ」と常日頃言っていた影響によるものと思われる）。また大関相撲とはどういうものか本人に迷いがあり、試行錯誤を繰り返しているうちに昇進当初の勢いが失われてしまったとも告白している。
昭和から平成にかけ、足掛け8年務めた大関の在位数44場所は引退当時で歴代2位、現在（2020年）歴代5位の記録となっている。引退時には、長きにわたって大関を勤めたことや引き際の潔さを評価する声も多かったが、その一方で上述の通り、大関昇進後に相撲ぶりが変わってしまったことで横綱昇進のチャンスを失い、期待されていた才能を開花させぬまま終わったことを惜しむ声も多かった。引退に際し当時の二子山理事長は「貴ノ花の大関在位50場所に迫るというより、それ以前に横綱になると思っていた」と語っている。

## 家族
北天佑は、妻である栄美をいちばん大事に思うよう子どもたちに言い聞かせて育てた。
歌手・高田みづえは1985年の若嶋津との婚約発表後、初めて北天佑と会った際に、その車の助手席にいた美貌の妻・栄美を見て「すごくきれいな女性！」と驚いたという。次女の有希奈（ゆきな、1992年8月13日 - ）は、オスカープロモーションに所属しファッションモデルとして活動した。
北天佑、琴風、若嶋津、朝潮の4家族は親交が深く、子供たちが幼かった頃は家族ぐるみで食事会や旅行をしていた。バスを貸し切って草津に行ったり、台風で初島旅行が中止になった時には電車で千葉県内の温泉に出かけたという。大関4人衆がカラオケを歌うと、有希奈は踊りで盛り上げた。4人衆の子供の中でも最も年下であった有希奈は天真爛漫な末っ子ポジションであったが、後に4人衆の子供達の内の何人かが海外留学などをしたため離れ離れになった。
その後、アイリ（若嶋津の娘）が20歳の頃、海外に留学していた子供達も戻ってきたため、久しぶりに集まった。大学生になった琴風の長女と長男がパソコンを扱えるので子女達みんなで写真を持ち寄り、親である大関夫妻達を呼んでサプライズで写真の上映会を行った。有希奈はその上映会で死去した父のことを思い出して泣き、他の大関3人やその子供たちも変わらず集まってくれるのが嬉しかったと述べている。全員上映会では思い出に浸って泣き、栄美は涙でDVDが見えないほど泣いていたという。

2020年8月30日、大関貴景勝が有希奈との婚約を発表した。2020年2月放送の『ジャンクSPORTS』での共演がきっかけで、有希奈はすでに所属事務所を退社して貴景勝のサポートに専念していたという。同年11月場所で優勝した貴景勝が一夜明け会見で、場所前の入籍を明かした。有希奈の結婚に際して増位山大志郎（10代三保ヶ関）は「うちのおやじ（9代三保ヶ関）は『北天佑を横綱にできなかったことが一番の悔いだ』と言って死んだ。その北天佑の娘さんが貴景勝と間柄になって、これも因縁だと思う」と述べている。
2023年1月、貴景勝は初場所を制し、北天佑の優勝回数を超えた。場所後の会見では有希奈との間に長男が誕生していたことを発表。

## 略歴
- 1976年3月 - 初土俵
- 1980年5月 - 新十両
- 1980年11月 - 新入幕
- 1981年7月 - 新小結
- 1983年1月 - 新関脇
- 1983年5月 - 幕内優勝（初）
- 1983年7月 - 新大関
- 1985年7月 - 幕内優勝（2回目）
- 1990年9月 - 引退

## 主な成績
- 通算成績：645勝413敗47休 勝率.610
- 幕内成績：513勝335敗44休 勝率.605
- 大関成績：378勝245敗29休 勝率.607
- 現役在位：87場所
- 幕内在位：60場所
- 大関在位：44場所（当時歴代2位、現在歴代5位）
- 三役在位：7場所（関脇3場所、小結4場所）
- 通算（幕内）連続勝ち越し記録：23場所（1982年9月場所〜1986年5月場所）
- 幕内2桁連続勝利記録：4場所（1988年11月場所〜1989年5月場所）
- 三賞：7回
  - 殊勲賞：2回（1982年11月場所、1983年5月場所）
  - 技能賞：1回（1983年5月場所）
  - 敢闘賞：4回（1981年5月場所、1982年9月場所、1983年1月場所、1983年3月場所）
- 金星：3個（若乃花2個、千代の富士1個）
- 各段優勝
  - 幕内最高優勝：2回（1983年5月場所、1985年7月場所）
  - 幕下優勝：1回（1980年3月場所）

### 場所別成績
| | 一月場所 初場所（東京） | 三月場所 春場所（大阪） | 五月場所 夏場所（東京） | 七月場所 名古屋場所（愛知） | 九月場所 秋場所（東京） | 十一月場所 九州場所（福岡） |
| --- | ----------------------- | ----------------------- | ----------------------- | --------------------------- | ----------------------- | --------------------------- |
| 1976年 （昭和51年） | x                       | （前相撲）              | 西序ノ口6枚目 5–2       | 西序二段66枚目 5–2          | 東序二段28枚目 4–3      | 東序二段12枚目 5–2          |
| 1977年 （昭和52年） | 西三段目56枚目 1–6      | 東三段目87枚目 6–1      | 西三段目35枚目 5–2      | 東三段目2枚目 4–3           | 東幕下49枚目 2–5        | 東三段目8枚目 5–2           |
| 1978年 （昭和53年） | 東幕下47枚目 5–2        | 西幕下26枚目 3–4        | 西幕下35枚目 5–2        | 西幕下20枚目 5–2            | 西幕下12枚目 3–4        | 西幕下18枚目 5–2            |
| 1979年 （昭和54年） | 西幕下9枚目 2–5         | 西幕下25枚目 6–1        | 東幕下5枚目 3–4         | 西幕下9枚目 2–2–3           | 東幕下29枚目 5–2        | 西幕下16枚目 6–1            |
| 1980年 （昭和55年） | 東幕下3枚目 4–3         | 東幕下2枚目 優勝 7–0    | 西十両11枚目 10–5       | 西十両4枚目 9–6             | 西十両筆頭 10–5         | 東前頭11枚目 8–7            |
| 1981年 （昭和56年） | 東前頭8枚目 8–7         | 東前頭5枚目 8–7 ★       | 東前頭2枚目 9–6 敢      | 西小結 8–7                  | 西小結 8–7              | 東小結 6–9                  |
| 1982年 （昭和57年） | 東前頭3枚目 休場 0–0–15 | 西前頭14枚目 10–5       | 東前頭7枚目 8–7         | 東前頭3枚目 7–8             | 東前頭5枚目 10–5 敢★    | 西小結 8–7 殊               |
| 1983年 （昭和58年） | 東関脇 11–4 敢          | 西関脇 12–3 敢          | 東関脇 14–1 殊技        | 東張出大関 9–6              | 東張出大関 8–7          | 東張出大関 11–4             |
| 1984年 （昭和59年） | 東張出大関 9–6          | 西張出大関 12–3         | 西大関 10–5             | 東大関 10–5                 | 西大関 9–6              | 西張出大関 8–7              |
| 1985年 （昭和60年） | 西張出大関 11–4         | 東大関 8–7              | 東張出大関 10–5         | 東張出大関 13–2             | 東大関 9–6              | 西大関 12–3                 |
| 1986年 （昭和61年） | 東大関 8–7              | 西張出大関 10–5         | 東張出大関 9–6          | 西張出大関 6–9              | 西張出大関2 8–7         | 東張出大関2 9–6             |
| 1987年 （昭和62年） | 西大関 11–4             | 東大関 3–6–6            | 東張出大関2 休場 0–0–15 | 西張出大関2 8–7             | 西張出大関 8–7          | 西張出大関 9–6              |
| 1988年 （昭和63年） | 西大関 9–6              | 東張出大関 8–7          | 東張出大関 2–5–8        | 東張出大関 9–6              | 西大関 8–7              | 東張出大関 10–5             |
| 1989年 （平成元年） | 西大関 10–5             | 西大関 12–3             | 西大関 10–5             | 西大関 9–6                  | 東大関 10–5             | 東大関 5–10                 |
| 1990年 （平成2年） | 西張出大関 10–5         | 西大関 9–6              | 東張出大関 8–7          | 西張出大関 9–6              | 西大関 引退 2–5–0       | x                           |
| 各欄の数字は、「勝ち-負け-休場」を示す。 優勝 引退 休場 十両 幕下 三賞：敢=敢闘賞、殊=殊勲賞、技=技能賞 その他：★=金星 番付階級：幕内 - 十両 - 幕下 - 三段目 - 序二段 - 序ノ口 幕内序列：横綱 - 大関 - 関脇 - 小結 - 前頭（「#数字」は各位内の序列） |                         |                         |                         |                             |                         |                             |

## 合い口
- 元横綱・若乃花には3勝2敗。最後の勝利は1982年9月場所で、決まり手は切り返し。
- 元横綱・千代の富士には14勝33敗(不戦勝2を含む)。最後の勝利は1989年7月場所で、決まり手は寄り切り。
- 元横綱・隆の里には8勝13敗。大関同士の対戦は1勝、隆の里の横綱昇進後は3勝5敗。最後の勝利は1985年7月場所で、決まり手は寄り切り。
- 元横綱・双羽黒には3勝13敗。大関同士の対戦は1勝3敗、双羽黒の横綱昇進後は1勝4敗。最後の勝利は1986年11月場所で、決まり手は寄り切り。
- 元横綱・北勝海には18勝17敗。大関同士の対戦は2勝1敗、北勝海の横綱昇進後は5勝11敗。

最後の勝利は1990年7月場所で、決まり手は送り倒し。
- 元横綱・大乃国には14勝22敗。大関同士の対戦は3勝8敗、大乃国の横綱昇進後は3勝8敗。最後の勝利は1990年1月場所で、決まり手は上手投げ。
- 元横綱・旭富士には16勝22敗。大関同士の対戦は6勝10敗、旭富士の横綱昇進時に北天佑が引退したため、旭富士の横綱昇進後は対戦なし。
- 元大関・琴風には12勝12敗。大関同士の対戦は6勝5敗。最後の勝利は1985年3月場所で、決まり手は寄り切り。
- 元大関・若嶋津には15勝17敗。大関同士の対戦は9勝12敗。最後の勝利は1987年1月場所で、決まり手は寄り切り。
- 元大関・朝潮には16勝25敗(不戦敗1を含む)。大関同士の対戦は12勝18敗(不戦敗1を含む)。最後の勝利は1989年1月場所で、決まり手は寄り切り。
- 元大関・小錦には17勝13敗。大関同士の対戦は9勝9敗。最後の勝利は1991年7月場所で、決まり手は寄り切り。
- 元大関・霧島には4勝8敗。大関同士の対戦は1敗。最後の勝利は1989年1月場所で、決まり手は寄り切り。

## 幕内対戦成績
| 力士名 | 勝数 | 負数 | 力士名      | 勝数 | 負数 | 力士名   | 勝数 | 負数  | 力士名     | 勝数  | 負数 |
| ------ | ---- | ---- | ----------- | ---- | ---- | -------- | ---- | ----- | ---------- | ----- | ---- |
| 青葉城 | 7    | 0    | 安芸ノ島    | 6    | 6    | 朝潮     | 16   | 25(1) | 旭富士     | 16    | 22   |
| 天ノ山 | 2    | 1    | 荒勢        | 1    | 0    | 板井     | 9    | 1     | 恵那櫻     | 2     | 1    |
| 大潮   | 2    | 1    | 巨砲        | 21   | 9    | 大錦     | 6    | 2     | 大乃国     | 14    | 22   |
| 大豊   | 3    | 1    | 小城ノ花    | 1    | 0    | 魁輝     | 1    | 2     | 春日富士   | 2     | 1    |
| 騏ノ嵐 | 5    | 0    | 旭道山      | 1    | 0    | 霧島     | 4    | 8     | 起利錦     | 2     | 0    |
| 麒麟児 | 9    | 2    | 久島海      | 0    | 1    | 蔵間     | 8    | 8     | 黒瀬川     | 2     | 0    |
| 黒姫山 | 1    | 1    | 高望山      | 9    | 1    | 琴ヶ梅   | 15   | 8     | 琴風       | 12    | 12   |
| 琴千歳 | 2    | 0    | 琴錦        | 1    | 2    | 琴富士   | 2    | 1     | 小錦       | 17    | 13   |
| 斉須   | 2    | 1    | 蔵玉錦      | 3    | 1    | 逆鉾     | 21   | 9     | 佐田の海   | 8     | 8    |
| 薩洲洋 | 1    | 0    | 陣岳        | 12   | 3(1) | 太寿山   | 22   | 7     | 大徹       | 4     | 0    |
| 隆の里 | 8    | 13   | 孝乃富士    | 6    | 1    | 隆三杉   | 4    | 1     | 高見山     | 5     | 2    |
| 多賀竜 | 9    | 2    | 玉ノ富士    | 2    | 0    | 玉龍     | 6    | 1     | 千代の富士 | 14(2) | 33   |
| 寺尾   | 13   | 6    | 出羽の花    | 17   | 9    | 栃赤城   | 5    | 2     | 栃司       | 7     | 2    |
| 栃剣   | 6    | 0    | 栃乃和歌    | 9    | 7(1) | 栃光     | 10   | 2     | 豊ノ海     | 1     | 0    |
| 南海龍 | 0    | 1    | 花乃湖      | 11   | 2    | 花ノ国   | 6    | 0     | 飛騨乃花   | 7     | 1    |
| 富士櫻 | 1    | 2    | 藤ノ川      | 1    | 0    | 富士乃真 | 2    | 0     | 双羽黒     | 3     | 13   |
| 鳳凰   | 5    | 1    | 北勝海      | 18   | 17   | 前乃臻   | 1    | 0     | 舛田山     | 6     | 0    |
| 益荒雄 | 2(1) | 2    | 三杉磯      | 5    | 0    | 三杉里   | 3    | 0     | 満山       | 1     | 1    |
| 水戸泉 | 6(1) | 7    | 豊山        | 1    | 0    | 両国     | 10   | 2     | 若嶋津     | 15    | 17   |
| 若瀬川 | 4    | 1    | 若乃花(2代) | 3    | 2    | 若の富士 | 2    | 0     | 鷲羽山     | 2     | 3    |

## 改名歴
- 千葉 勝彦（ちば かつひこ） 1976年1月場所 - 1977年11月場所
- 北天佑 勝彦（ほくてんゆう -） 1978年1月場所 - 1990年9月場所

## 年寄名変遷
- 二十山 勝彦（はたちやま -） 1990年9月場所 - 2006年5月（番付上では2006年7月）場所